# Elena Vella
Elena Vella (Erice, 25 marzo 2000) è una cestista italiana.
Playmaker-guardia di 174 cm, ha giocato in Serie A1 con Battipaglia per due stagioni. È stata nel giro delle Nazionali giovanili.

## Carriera
Elena Vella, nata a Erice nel 2000, è una play/guardia di 174 cm, versatile e capace di giocare in più ruoli. È cresciuta cestisticamente nella Virtus Trapani e passata dalla Trogylos Priolo, dalla Stella Azzurra e da Latina. Ha ottenuto importanti risultati a livello giovanile con la Nazionale italiana: bronzo agli Europei U16, argento ai Mondiali U17, e partecipazione agli Europei U18 nel 2017 e 2018. A livello di club, ha esordito in A1 a 16 anni con Battipaglia, giocando anche per Udine, Vicenza e Bolzano. Elena studia psicologia e si dedica anche al minibasket.
Dopo un'esperienza Nazionale 3x3 Under 15, nel 2023 è stata convocata anche dall'Italia Under 23 3x3.
Ha partecipato al Trofeo delle Regioni con la maglia della Sicilia nel 2014 e ha vinto il Premio Nino Donia come miglior under siciliana nel 2015.